# Городковка (Житомирская область)
Городко́вка (укр. Городківка) — село на Украине, находится в Андрушёвском районе Житомирской области.
Код КОАТУУ — 1820383201. Население по переписи 2001 года составляет 1095 человек. Почтовый индекс — 13450. Телефонный код — 4136. Занимает площадь 48,768 км².

## История
В 1946 году указом ПВС УССР село Халаимгородок переименовано в Городковку.

## Адрес местного совета
13450, Житомирская область, Андрушёвский р-н, с. Городковка, ул. Советская, 1